# Nationalstrasse

Der Abschnitt Härkingen Richtung Zürich (1967), wo die N1 und N2 gemeinsam verlaufen. Diese Autobahnen sind Teil des Nationalstrassennetzes seit ihrem Bau.

In der Schweiz ist eine Nationalstrasse (französisch route nationale, italienisch strada nazionale, rätoromanisch via naziunala) eine Strassenkategorie, die vom Bund betrieben wird wie bei Autobahnen, Autostrassen oder Hauptstrassen. Das Nationalstrassennetz der Schweiz entspricht also nicht dem Autobahn- und -strassennetz der Schweiz, da erstens manche Hauptstrassen zum Nationalstrassennetz gehören und es zweitens auch kantonale Autobahnen und Autostrassen gibt. Bei Strassen, die als Nationalstrasse klassiert sind, kommt der Bund für Finanzierung, Betrieb, Unterhalt und Ausbau auf. Zuständig ist das Bundesamt für Strassen (kurz ASTRA).

## Geschichte

### Vorgeschichte
Bis in die 1950er-Jahre fiel der Strassenbau ausschliesslich in die Zuständigkeit der Kantone, welche Strassenbau und Strassenunterhalt nach ihren Finanzen ausrichteten. Von diesem Prinzip abweichend, war der Bund 1958 ein erstes Mal im Strassenbau involviert, indem er für den Bau des Strassentunnels unter dem Grossen St. Bernhard einen Staatsvertrag mit Italien abschloss, stellvertretend für die Kantone Wallis und Waadt.
Schon am 15. März 1957 hatte jedoch der Bundesrat in einem Kreisschreiben an die Kantone zugesichert, dass sofort bauwillige Kantone die gleichen Bundessubventionen erhielten wie diejenigen, welche erst nach der Bundesregelung den ersten Spatenstich machten. Volkswirtschaftliche Bedenken auch von höchsten Stellen gegen einen forcierten Strassenbau ergaben sich aus einer möglichen Überhitzung der schon damals so benannten Hochkonjunktur – es wurde aber mit einer Verringerung der Baukonjunktur ab 1960 gerechnet, da dann auch einige Kraftwerksbauten beendet würden.

### Erstes Gesetz über Nationalstrassennetz
Im Juni 1960 verabschiedete das Parlament das Gesetz über ein Nationalstrassennetz, das dem Bund Kompetenzen im Strassenbau übertrug. Nationalstrassen sind in diesem Gesetz als Strassen von gesamtschweizerischer Bedeutung definiert. Planung, Finanzierung, Bau und Unterhalt fallen in die Zuständigkeit des Bundes. Die groben Streckenverläufe wurden festgelegt und mit der «N»-Nummerierung versehen, die einzelnen Streckenabschnitte in drei bis heute gültige Ausbauklassen eingeteilt:
| Klasse                     | Eigenschaft                                                                                              | Ausführung                            |
| -------------------------- | --- | ------------------------------------- |
| Nationalstrassen 1. Klasse | nur Motorfahrzeuge, zwingend niveaufrei, richtungsgetrennte Fahrbahnen                                   | in der Regel als Autobahn ausgeführt  |
| Nationalstrassen 2. Klasse | nur Motorfahrzeuge, zwingend niveaufrei, nicht zwingend richtungsgetrennte Fahrbahnen                    | meist als Autostrasse gebaut          |
| Nationalstrassen 3. Klasse | grundsätzlich alle Strassenbenutzer, Gebot zur Vermeidung niveaugleicher Kreuzungen und Ortsdurchfahrten | vom Bund mitfinanzierte Hauptstrassen |

Eine Sonderform ist der Klassifikationszusatz «E», der Expressstrassen (auch Hochleistungsstrasse oder städtische Nationalstrasse genannt) in städtischen Gebieten kennzeichnet – der Motivationsgrund hierfür ist ein veränderter Finanzierungsschlüssel.
Erste kleinere Abschnitte des neuen Nationalstrassennetzes bestanden 1960 bereits und wurden somit ins Netz übernommen. Gleichzeitig wurden die Projektierung und die Bautätigkeit für neue Abschnitte mit Hochdruck vorangetrieben. In den Jahren 1962/63 wurden die ersten neuen Autobahnen im Nationalstrassennetz eröffnet. Darunter war die Grauholzautobahn zwischen dem Berner Wankdorffeld und Schönbühl am 10. Mai 1962. Sie stellte das erste Teilstück der N1 dar, die heute quer durch die Schweiz von Genf nach St. Gallen führt. Der Abschnitt zwischen Genf und Lausanne folgte im Jahr 1963. Er diente als Zubringer zur Landesausstellung «Expo 64».
Das projektierte Nationalstrassennetz wurde vom Parlament etwa um 1970 und ein weiteres Mal um 1986 in grösserem Masse erweitert. Wie auch bei den kantonalen Strassenprojekten brachten Finanzprobleme und Einsprachen viele Nationalstrassenprojekte zum Erliegen. Etwa 20 Jahre nach Baubeginn waren in den 1980ern über 80 % des projektierten Netzes fertiggestellt – ausgelassen hat man dabei allerdings viele technisch anspruchsvolle und teure Bauten. 1985 wurde deswegen für die Autobahnen und Autostrassen des Nationalstrassennetzes die Mautpflicht in Form einer Jahresvignette eingeführt.
1996 wurde für die Strassenbenützer von der N-Nummerierung zur A-Nummerierung gewechselt, behördenintern wird das N-Schema aber weitergeführt. Eine mit der A-Nummerntafel (bspw. ) versehene Strasse kann somit sowohl eine Autobahn als auch eine Autostrasse sein.
Ende 2008 gab das Bundesamt für Strassen bekannt, dass in den kommenden 20 Jahren rund 5,5 Milliarden Franken in die Beseitigung von Engpässen auf dem Nationalstrassennetz investiert werden sollen. In einer ersten Etappe sollen für 1,58 Milliarden Franken zusätzliche Fahrstreifen auf den Abschnitten Härkingen–Wiggertal (N1/N2), Blegi–Rütihof (N4), der Nordumfahrung Zürich (N1/N4) und im Raum Crissier (N1/N9) realisiert werden.

### Aufnahme weiterer Strassen ins Nationalstrassennetz
Im März 2013 hiessen der Nationalrat sowie der Ständerat eine Erhöhung des Vignettenpreises von 40 auf 100 Schweizer Franken gut. Damit sollte die Aufnahme von rund 400 Kilometer Kantonsstrassen ins Nationalstrassennetz finanziert werden. Die Schweizer Stimmbevölkerung lehnte aber in einer Volksabstimmung vom 24. November 2013 die Preiserhöhung ab. Damit blieb der Preis unverändert und die Erweiterung des Nationalstrassennetzes obsolet. In der Folge wurde eine neue Strategie zur Erweiterung des Nationalstrassennetzes erarbeitet und am 12. Februar 2017 dem Volk vorgelegt. Dieses stimmte dem Bundesbeschluss über die Schaffung eines Fonds für die Nationalstrassen und den Agglomerationsverkehr (NAF) zu. Somit wurde in der Verfassung ein neuer, unbefristeter Fonds verankert. Dieser schaffte die Grundlage, damit der Bund längerfristig genug Geld in Betrieb, Unterhalt und Ausbau der Nationalstrassen investieren und Agglomerationsprojekte auch in Zukunft finanziell ausreichend unterstützen kann.
Im Rahmen des NAF-Entscheides wurden per 2020 400 km kantonale Strassen neu in das Nationalstrassennetz aufgenommen. Es sind dies Strassen, die den veränderten Anforderungen (Bevölkerungswachstum von 5,4 auf 8 Millionen Einwohnerinnen und Einwohner und fünfmal so viel Strassenverkehr im Vergleich zum Autobahnbeschluss von 1960) gerecht werden. Ziel ist es, mittelgrosse Städte und Agglomerationen sowie Berggebiete und ländliche Räume besser an das Nationalstrassennetz anzubinden. Die Kantone beteiligen sich mit 60 Millionen Franken jährlich an Betrieb und Unterhalt dieser Strecken.
| Kanton     | Strecke                                       | Kilometer |
| VS         | Martigny-Expo – Anschluss Pass Gd. St-Bernard | 39,30     |
| SH         | Schaffhausen – Thayngen                       | 6,22      |
| SH         | Schaffhausen – Bargen                         | −11,09    |
| BE         | Bern (Schönbühl) – Biel                       | 25,27     |
| FR, BE, NE | Murten – Thielle                              | 14,61     |
| NE         | Neuchâtel – Le Locle – Col des Roches         | 27,10     |
| BE, VS     | Spiez – Kandersteg Goppenstein – Gampel       | 35,42     |
| ZG, ZH     | Baar – Hirzel – Wädenswil                     | 13,02     |
| TI         | Mendrisio – Stabio – Gaggiolo                 | 4,98      |
| TG, SG     | Grüneck – Meggenhus                           | 39,08     |
| TI         | Bellinzona – Locarno – Ascona                 | 19,95     |
| ZH         | Brüttisellen – Wetzikon – Rüti                | 26,32     |
| ZH, SG, SZ | Rüti – Rapperswil – Schmerikon – Reichenburg  | 11,24     |
| SG, AR, AI | St. Gallen (Winkeln) – Herisau – Appenzell    | 16,65     |
| BL, JU     | Délemont Est – Hagnau                         | 36,08     |
| GL         | Niederurnen – Glarus                          | 8,81      |
| BL         | Pratteln – Liestal – Sissach                  | 9,46      |
| AG         | Aarau – Aarau Ost                             | 5,35      |
| GR         | Thusis – Silvaplana                           | 54,78     |
| Total      | Total                                         | 382,55    |

Die Aufklassierung erfolgte per 1. Januar 2020. Somit wurde auch die N4 zwischen Schaffhausen und Bargen aus dem Nationalstrassennetz entlassen, womit zum ersten Mal seit der ersten verbindlichen Festlegung des Netzes im Jahre 1960 eine bereits gebaute Strasse aus dem Netz herausgefallen ist.

### Wildtierpassagen
Um die unterbrochenen Wildtierkorridore zu sanieren, arbeitet das ASTRA zusammen mit dem Bundesamt für Umwelt und den Kantonen seit 2003 an der Realisierung von Wildtierpassagen entlang der Nationalstrassen.

### Verkehrsmanagement
Das ASTRA betreibt in Emmenbrücke eine Verkehrsmanagementzentrale (VMZ).

## Militärische Bedeutung
Bei der Planung des Nationalstrassennetzes wurde die Forderung der Schweizer Luftwaffe nach Ausweichlandepisten berücksichtigt. Auf verschiedenen Abschnitten wurde eine gerade Linienführung von etwa 2 km Länge gewählt. Die Leitplanken wurden durch aufgeständerte Stahlseile ersetzt und konnten bei Bedarf innerhalb weniger Stunden von der Truppe entfernt werden. Nach einer Reinigung der Fahrbahnen, dem Aufmalen der Landezeichen und dem Einrichten der Funkverbindungen konnte ein solches Teilstück von Flugzeugen benutzt werden. Die meisten Mittelstreifen an Autobahnen sind heute wieder befestigt.
Das vorerst letzte «landetauglich» erstellte Stück Autobahn dürfte das in den 1990ern eröffnete N1-Teilstück Murten–Payerne sein, parallel zur Piste des Militärflugplatzes Payerne.
Der Einsatz von Flugzeugen wurde sporadisch durch WK-Einheiten (Flpl Abt) praktisch erprobt. Das erste Teilstück bei Oensingen wurde am 16. September 1970 von 12 bis 15 Uhr für eine militärische Übung eingesetzt, die charakteristisch war für den Kalten Krieg. Die Geheimhaltung im Vorfeld war dementsprechend gross. Alle unnötigen Bekanntmachungen wurden vermieden, dennoch wohnten viele Zuschauer dem Spektakel bei, und die Medien berichteten darüber.
Die durch das Flieger- und Flugplatzregiment 3 mit der DH.112 Venom durchgeführte Übung stellte grosse Ansprüche an die Infrastruktur und an das Können der Piloten. Die Übung verlief erfolgreich und mit guten Erfahrungen, die als Lehrstück für weitere Lande- und Startübungen auf anderen Abschnitten des schweizerischen Netzes dienten.
| Datum         | Übungsname   | Ort       | Nationalstrasse | Truppe           | Basis – Fluggeräte/Anzahl – Bemerkung                                                                   |
| ------------- | ------------ | --------- | --------------- | ---------------- | --- |
| 16. Sep. 1970 | «U STRADA»   | Oensingen | N1              | Flpl Abt 9       | Militärflugplatz Alpnach – de Havilland DH.112 Venom: Start von 12 Venom                                |
| 26. Sep. 1974 | «U STRADA»   | Münsingen | N6              | Flpl Abt 12 & 13 | INT – de Havilland DH.112 Venom Militärflugplatz Meiringen – Hawker Hunter                              |
| 28. Sep. 1977 | «U NOLA»     | Flums     | N3              | Flpl Abt 9       | Militärflugplatz Alpnach – Hawker Hunter                                                                |
| 1. Juni 1978  | «U NOSTA»    | Alpnach   | N8              | Flpl Abt 9       | Militärflugplatz Alpnach – Hawker Hunter: Start von 6 Hunter ab Autostrasse                             |
| 6. Mai 1980   | «U ABEX»     | Aigle-Bex | N9              | Flpl Rgt 1       | Raron – Hawker Hunter, Turtmann – Hawker Hunter, Flughafen Sion – Hawker Hunter: Start von 36 Hunter    |
| 24. März 1982 | «U TAUTO»    | Münsingen | N6              | Flpl Rgt 2       | Militärflugplatz Meiringen – Hawker Hunter, F-5 Tiger II, Flugplatz Interlaken – Hawker Hunter          |
| 15. Okt. 1985 | «U TAUTO»    | Flums     | N3              | Flpl Abt 8       | Ambrì – Hawker Hunter, Militärflugplatz Alpnach – F-5 Tiger II: 9, Flugplatz Mollis – Hawker Hunter: 11 |
| 29. Sep. 1988 | «U TUTTI»    | Alpnach   | N8              | Flpl Abt 9       | Militärflugplatz Alpnach – F-5 Tiger II: Start von 12 Tiger ab Autostrasse                              |
| 16. Nov. 1988 | «U NOSTASIO» | Sion      | N9              | Flpl Abt 4       | Flughafen Sion – F-5 Tiger II: Start von 8 Tiger                                                        |
| 14. Nov. 1991 | «U STRADA»   | Lodrino   | N2              | Flpl Abt 8       | Ambrì – Hawker Hunter, Alpnach – F-5 Tiger II: 9, Mollis – Hawker Hunter 11                             |
| 5. Juni 2024  | Alpha Uno    | Payerne   | N1              |                  | Militärflugplatz Payerne                                                                                |

Nie erprobt wurde der Abschnitt der N2 bei Stans (Kurzstrecke für Not-Start der Dassault Mirage III mit JATO).
Mit dem Ende des Kalten Kriegs und den Restrukturierungen der Schweizer Armee werden laufend Objekte aus dem Inventar der militärischen Infrastruktur entlassen, darunter auch verschiedene Nationalstrassen-Bauten. Mit der Armeereform 1995 wurde das Konzept der Flugplätze auf Nationalstrassen vorübergehend aufgegeben. Es wird momentan kein Unterhalt mehr betrieben. Jedoch erachtet die Schweizer Luftwaffe die Fähigkeit der Dezentralisierung weiterhin für notwendig. Dazu gehören nach wie vor Operationen von zivilen Flugplätzen, ehemaligen Militärflugplätzen und von Autobahnabschnitten.
Eine ebenfalls aufgegebene Doppelnutzung von Nationalstrassen-Objekten ist der Sonnenbergtunnel der N2 bei Luzern. Dieser wurde als grösster ziviler Schutzbunker der Schweiz und einer der grössten der Welt konzipiert und jährlichen Funktionstests unterzogen, bis er 2005 aufgrund zunehmender Unterhaltskosten in seiner Kapazität als Zivilschutzanlage stark reduziert wurde. Er bot vormals Platz für 17'000 Menschen, heute hat er eine Kapazität von 2'000 Personen.
Schliesslich wurde auch der Gotthardtunnel der N2 aus dem Inventar strategischer Bauten entlassen. Nach dem schweren Brandunfall 2001 und der dadurch unumgänglichen Totalsanierung des Abschnitts nutzte man die Zeit der Sperrung, um den beim Bau installierten Sprengstoff aus einer Nebenkammer im Innern des Tunnels zu entfernen.
Am 5. Juni 2024 fanden Tests mit Starts und Landungen von vier F/A-18-Kampfjets auf der Nationalstrasse N1 statt, konkret auf dem A1-Abschnitt zwischen Avenches und Payerne, welcher für die Übung gesperrt war; die erste Landung erfolgte um 10 Uhr, es war die erste F/A-18-Landung auf einer Schweizer Autobahn.

## Trivia
- Auf den Nationalstrassen wurde 2018 im Durchschnitt rund eine Tonne Littering-Abfall pro Kilometer eingesammelt und entsorgt.[18]

- 2019 stieg die Fahrleistung auf den Nationalstrassen gegenüber dem Vorjahr um rund 100 Millionen auf insgesamt 27,8 Milliarden Fahrzeugkilometer, wovon knapp 18 Prozent auf den Güterverkehr entfielen.[19]

- 2022 wurden im Winterdienst 28'400 Tonnen Salz eingesetzt.[20]